# Isthmía
Isthmía (Isthmia) är en ort i Grekland.   Den ligger i prefekturen Nomós Korinthías och regionen Peloponnesos, i den sydöstra delen av landet, 60 km väster om huvudstaden Aten. Isthmía ligger 1 meter över havet och antalet invånare är 1 134.
Terrängen runt Isthmía är kuperad österut, men västerut är den platt. Havet är nära Isthmía åt sydost.  Närmaste större samhälle är Korinth, 5,5 km nordväst om Isthmía. 